# 6 heures motonautiques de Paris
Les 6 heures motonautiques de Paris, couramment abrégé en 6 heures de Paris est une compétition de motonautisme inaugurée en 1955 et qui a duré jusqu'à la fin des années 1980.

## Historique
Organisée par le Yacht Moteur Club de France (YMCF), cette course d'endurance se déroulait sur la Seine, entre le pont de l'Alma et le pont Mirabeau, chaque année à l'automne, un dimanche, au moment du salon nautique de Paris. C'était une manifestation gratuite d'ampleur internationale qui comptait pour le championnat du monde d'endurance.
Sur ce plan d'eau étroit et particulièrement agité vu la densité de bateaux en compétition, les canots les plus rapides dépassaient dans les années 1980 la moyenne horaire de 140 km/h. Les virages aux deux bouées constituaient une attraction spectaculaire.
La dernière édition, courue le 6 novembre 1988, a été endeuillée par la mort du pilote français Philippe Rebulet, dont le bateau est entré en collision avec celui d'un concurrent néerlandais.  